# Morvillers-Saint-Saturnin
Pour les articles homonymes, voir Morvillers (homonymie) et Saint-Saturnin.
Morvillers-Saint-Saturnin est une commune française située dans le département de la Somme, en région Hauts-de-France.

## Géographie

### Localisation
Morvillers-Saint-Saturnin est un village picard entre Vimeu et Amiénois, à la limite de la Somme avec l'Oise, la Seine-Maritime et la Normandie.
Limitrophe d'Aumale, la localité est située à 8 km au sud-est de Beaucamps-le-Vieux, 36 km au sud-ouest d'Amiens, 36 km au sud d'Abbeville et à 42 km au nord-ouest de Beauvais à vol d'oiseau.
Le territoire de la commune est limitrophe de ceux de dix communes.
Les communes limitrophes sont Escles-Saint-Pierre, Quincampoix-Fleuzy, Aumale, Fourcigny, Gauville, Hornoy-le-Bourg, Lafresguimont-Saint-Martin, Lignières-Châtelain, Marlers et Offignies.

### Géologie et relief
Situé sur un plateau venteux, il accueille plusieurs éoliennes.

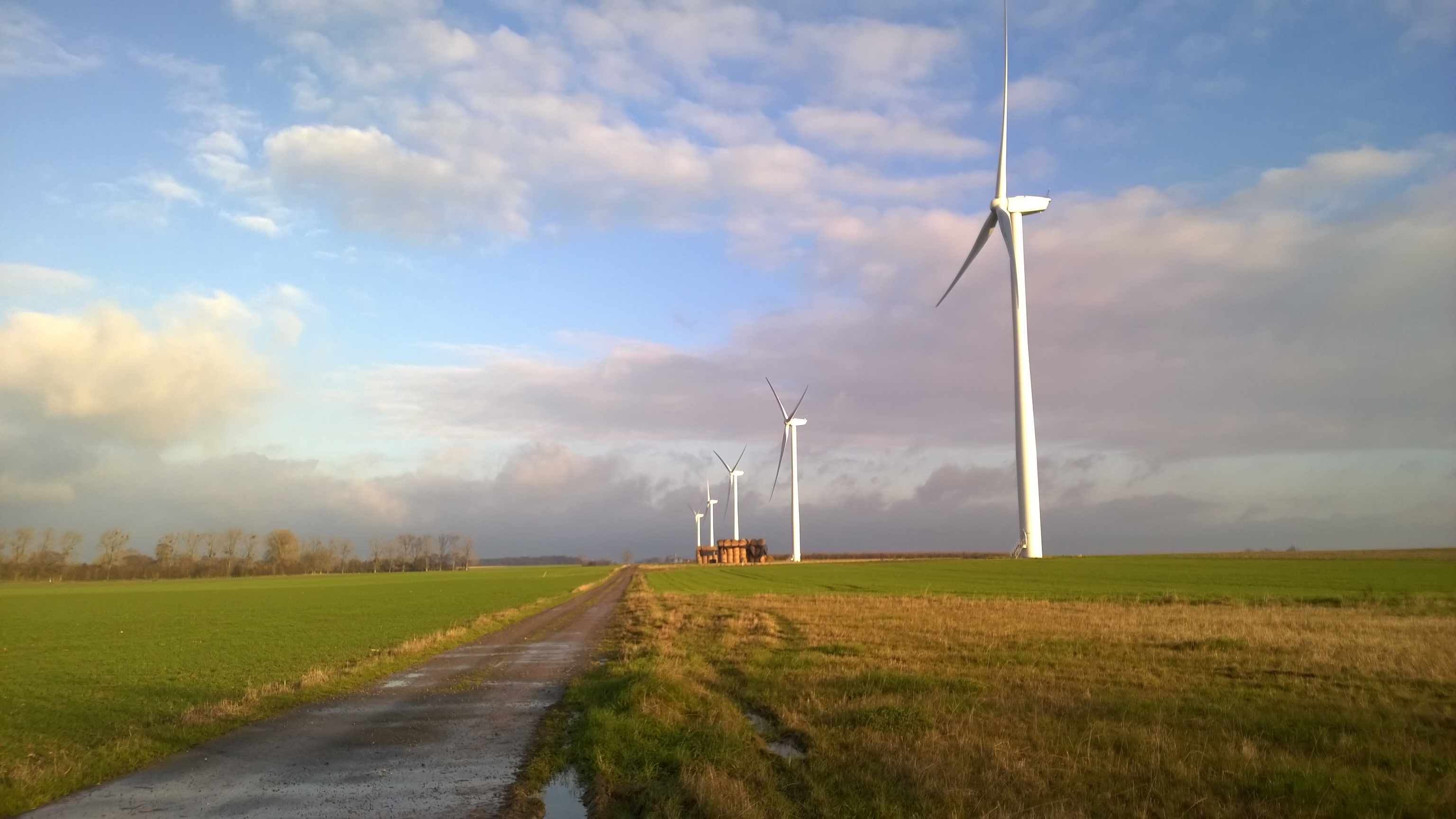
Les éoliennes de Morvillers-Saint-Saturnin.

### Hydrographie
La commune est traversée par la ligne de partage des eaux entre les bassins hydrographiques Artois-Picardie et Seine-Normandie. Elle n'est drainée par aucun cours d'eau.

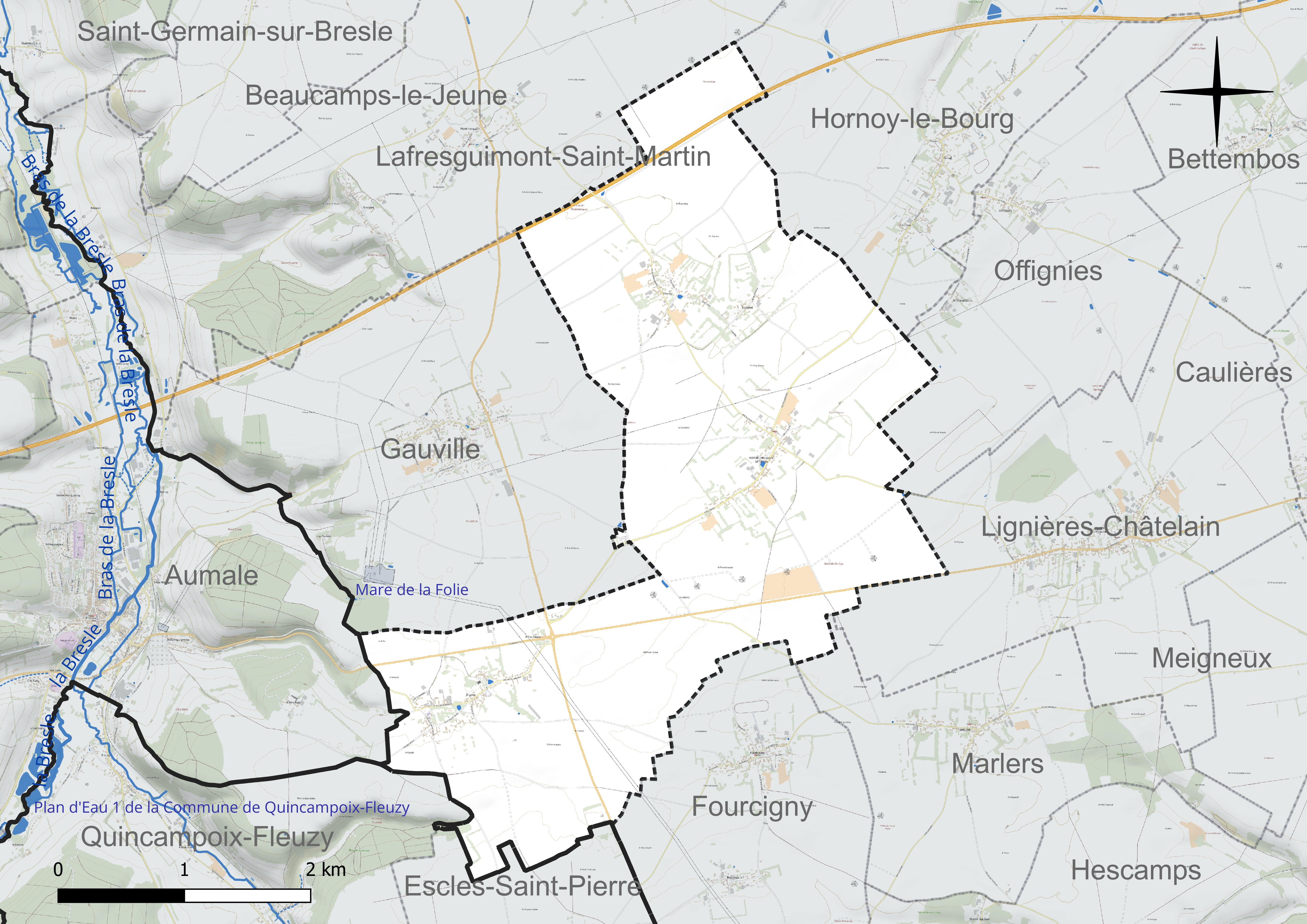
Réseau hydrographique de Morvillers-Saint-Saturnin.

### Climat
Pour des articles plus généraux, voir Climat des Hauts-de-France et Climat de la Somme.
En 2010, le climat de la commune est de type climat océanique dégradé des plaines du Centre et du Nord, selon une étude du CNRS s'appuyant sur une série de données couvrant la période 1971-2000. En 2020, Météo-France publie une typologie des climats de la France métropolitaine dans laquelle la commune est exposée à un climat océanique et est dans la région climatique Côtes de la Manche orientale, caractérisée par un faible ensoleillement (1 550 h/an) ; forte humidité de l'air (plus de 20 h/jour avec humidité relative > 80 % en hiver), vents forts fréquents.
Pour la période 1971-2000, la température annuelle moyenne est de 9,5 °C, avec une amplitude thermique annuelle de 14,4 °C. Le cumul annuel moyen de précipitations est de 864 mm, avec 13,1 jours de précipitations en janvier et 9 jours en juillet. Pour la période 1991-2020, la température moyenne annuelle observée sur la station météorologique la plus proche, située sur la commune de Saint-Arnoult à 16 km à vol d'oiseau, est de 10,4 °C et le cumul annuel moyen de précipitations est de 797,2 mm,. Pour l'avenir, les paramètres climatiques de la commune estimés pour 2050 selon différents scénarios d'émission de gaz à effet de serre sont consultables sur un site dédié publié par Météo-France en novembre 2022.

## Urbanisme

### Typologie
Au 1er janvier 2024, Morvillers-Saint-Saturnin est catégorisée commune rurale à habitat dispersé, selon la nouvelle grille communale de densité à sept niveaux définie par l'Insee en 2022.
Elle est située hors unité urbaine et hors attraction des villes,.

### Occupation des sols
L'occupation des sols de la commune, telle qu'elle ressort de la base de données européenne d'occupation biophysique des sols Corine Land Cover (CLC), est marquée par l'importance des territoires agricoles (95,1 % en 2018), une proportion sensiblement équivalente à celle de 1990 (95,3 %). La répartition détaillée en 2018 est la suivante : 
terres arables (77,9 %), prairies (13,7 %), zones urbanisées (4,8 %), zones agricoles hétérogènes (3,5 %), forêts (0,1 %). L'évolution de l'occupation des sols de la commune et de ses infrastructures peut être observée sur les différentes représentations cartographiques du territoire : la carte de Cassini (XVIIIe siècle), la carte d'état-major (1820-1866) et les cartes ou photos aériennes de l'IGN pour la période actuelle (1950 à aujourd'hui).

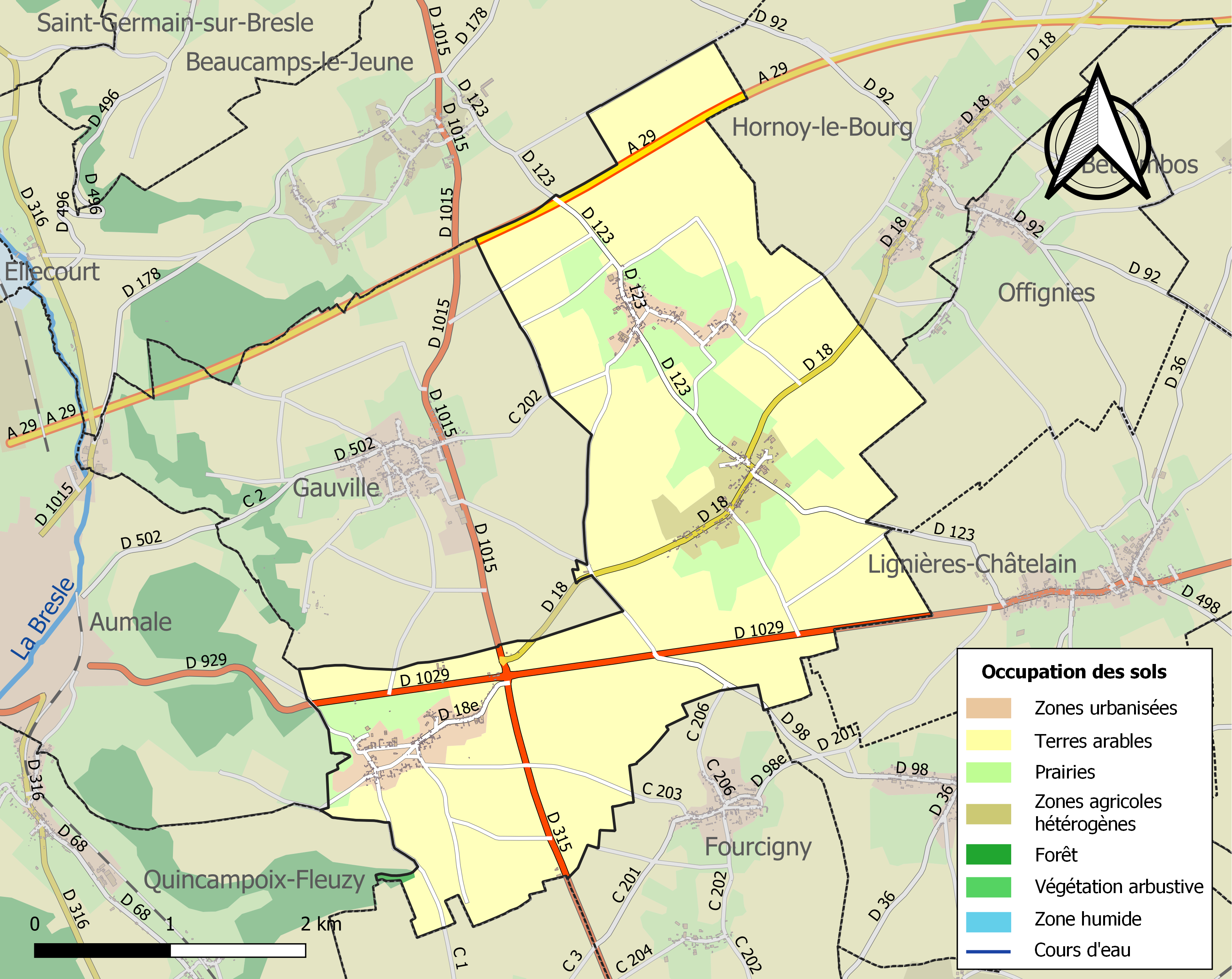
Carte des infrastructures et de l'occupation des sols de la commune en 2018 (CLC).

### Voies de communication et transports
La localité est desservie par les lignes de bus du réseau Trans'80 (Digeon) (ligne no 32), chaque jour de la semaine, sauf le dimanche et les jours fériés.
Il est aisément accessible par l'autoroute A29.
Les anciennes RN 29 (actuelle RD 1029) et RN 15bis (actuelle RD 315) se croisent au hameau du Coq Gaulois.

### Lieux-dits, hameaux et écarts
La commune est composée de plusieurs hameaux, outre le chef-lieu de Morvillers-Saint-Saturnin : Charny et Digeon.

## Toponymie
Le nom de la localité est attesté sous les formes Morviler (1208) ; Morviles (1214) ; Morvillers (1389) ; Morviller (1263) ; Mortuovillaris ? (1219) ; Morville (1423) ; Morvillier (1574) ; Morvilles (1631) ; Morlay (1657) ; Morvilliers (1757) ; Morviliers-St-Saturnin (1790).
La commune de Morvillers, instituée lors de la Révolution française, absorbe entre 1790 et 1794 celle de Saint-Saturnin et prend sa toponymie actuelle de Morvillers-Saint-Saturnin.
Saint-Saturnin est attesté sous la forme S. Saturnin en 1733.
Pour le hameau Étotonne, le lieu-dit, autrefois paroisse d'Aumale, son nom serait dû à Estalonne, diminutif de stal, petit établissement.
Le hameau Digeon est attesté sous les formes Dijon en 1729 ; Digeon en 1857-61.

## Histoire
Durant l'Antiquité, un sanctuaire était implanté au lieu-dit « Digeon ». Ce lieu de culte gallo-romain connu au XIXe siècle comme la « terre d'argent » a été redécouvert en 1976 par le biais de prospections aériennes puis fouillé entre les années 1983 et 1985 par Christiane Delplace. Ces campagnes de fouilles programmées ont été motivées par une série de pillages sur le site au début des années 1980 et l'arrivée de monnaies gauloises originaires de « Digeon » sur le marché noir des numismates. Les origines de ce sanctuaire sont mal connues, le mobilier antérieur à la conquête romaine (La Tène finale et moyenne) est erratique. Parmi les découvertes remarquables, on peut citer des lots de monnaies dominés par un ensemble « au coq », des fibules et autres bijoux ou accessoires en bronze (pinces à épiler, anneaux, perles...), des lamelles de bronze votives, des jetons en plomb, des outils et armes en fer miniatures (probablement des offrandes), des fragments d'inscriptions sur pierres calcaires et des ossements d'animaux.

## Politique et administration

### Rattachements administratifs et électoraux
La commune se trouve dans l'arrondissement d'Amiens du département de la Somme. Pour l'élection des députés, elle fait partie depuis 2012 de la quatrième circonscription de la Somme.
Elle fait partie depuis 1801 du canton de Poix-de-Picardie. Dans le cadre du redécoupage cantonal de 2014 en France, ce canton, où la commune reste intégrée, est modifié et agrandi.

### Intercommunalité
La commune était membre de la communauté de communes du Sud-Ouest Amiénois (CCSOA), créée en 2004.
Dans le cadre des dispositions de la loi portant nouvelle organisation territoriale de la République du 7 août 2015, qui prévoit que les établissements publics de coopération intercommunale (EPCI) à fiscalité propre doivent avoir un minimum de 15 000 habitants, la préfète de la Somme propose en octobre 2015 un projet de nouveau schéma départemental de coopération intercommunale (SDCI) qui prévoit la réduction de 28 à 16 du nombre des intercommunalités à fiscalité propre du département.
Ce projet prévoit la « fusion des communautés de communes du Sud-Ouest Amiénois, du Contynois et de la région d'Oisemont », le nouvel ensemble de 37 412 habitants regroupant 120 communes,. À la suite de l'avis favorable de la commission départementale de coopération intercommunale en janvier 2016, la préfecture sollicite l'avis formel des conseils municipaux et communautaires concernés en vue de la mise en œuvre de la fusion.
La communauté de communes Somme Sud-Ouest (CC2SO), dont est désormais membre la commune, est ainsi créée au 1er janvier 2017.

### Liste des maires
| Période                                  | Période                      | Identité             | Étiquette | Qualité                                                                                               |
| ---------------------------------------- | ---------------------------- | -------------------- | --------- | --- |
| Les données manquantes sont à compléter. |                              |                      |           | |
| avant 1967                               | après 1967                   | Louis Talva          |           | |
| Les données manquantes sont à compléter. |                              |                      |           | |
| mars 1971                                | mars 2001                    | Jean-Claude Fourquez |           | |
| mars 2001                                | novembre 2018                | M. Dominique Magnier | DVC       | Vice-président de la CCSOA (2014 → 2016) Vice-président de la CC2SO (2017 → 2018) Décédé en fonctions |
| février 2019,                            | En cours (au 8 octobre 2020) | Anthony Guichard     |           | Artisan métallier Réélu pour le mandat 2020-2026,                                                     |

## Population et société

### Démographie
L'évolution du nombre d'habitants est connue à travers les recensements de la population effectués dans la commune depuis 1793. Pour les communes de moins de 10 000 habitants, une enquête de recensement portant sur toute la population est réalisée tous les cinq ans, les populations de référence des années intermédiaires étant quant à elles estimées par interpolation ou extrapolation. Pour la commune, le premier recensement exhaustif entrant dans le cadre du nouveau dispositif a été réalisé en 2006.

En 2022, la commune comptait 376 habitants, en évolution de −7,39 % par rapport à 2016 (Somme : −1,26 %, France hors Mayotte : +2,11 %).
| 1793 | 1800  | 1806  | 1821 | 1831 | 1836 | 1841 | 1846 | 1851 |
| ---- | ----- | ----- | ---- | ---- | ---- | ---- | ---- | ---- |
| 994  | 1 068 | 1 045 | 923  | 722  | 717  | 722  | 733  | 729  |

| 1856 | 1861 | 1866 | 1872 | 1876 | 1881 | 1886 | 1891 | 1896 |
| ---- | ---- | ---- | ---- | ---- | ---- | ---- | ---- | ---- |
| 681  | 677  | 658  | 645  | 594  | 571  | 544  | 507  | 516  |

| 1901 | 1906 | 1911 | 1921 | 1926 | 1931 | 1936 | 1946 | 1954 |
| ---- | ---- | ---- | ---- | ---- | ---- | ---- | ---- | ---- |
| 480  | 506  | 438  | 448  | 460  | 436  | 439  | 465  | 477  |

| 1962 | 1968 | 1975 | 1982 | 1990 | 1999 | 2006 | 2011 | 2016 |
| ---- | ---- | ---- | ---- | ---- | ---- | ---- | ---- | ---- |
| 397  | 374  | 322  | 350  | 385  | 360  | 363  | 409  | 406  |

| 2021 | 2022 | - | - | - | - | - | - | - |
| ---- | ---- | - | - | - | - | - | - | - |
| 382  | 376  | - | - | - | - | - | - | - |

### Enseignement
Les classes de Gauville, du hameau de Digeon et de Lignières-Châtelain sont organisées au sein d'un regroupement pédagogique.
Une école maternelle est implantée au hameau de Digeon, elle compte 55 élèves pour l'année scolaire 2018-2019.

## Culture locale et patrimoine

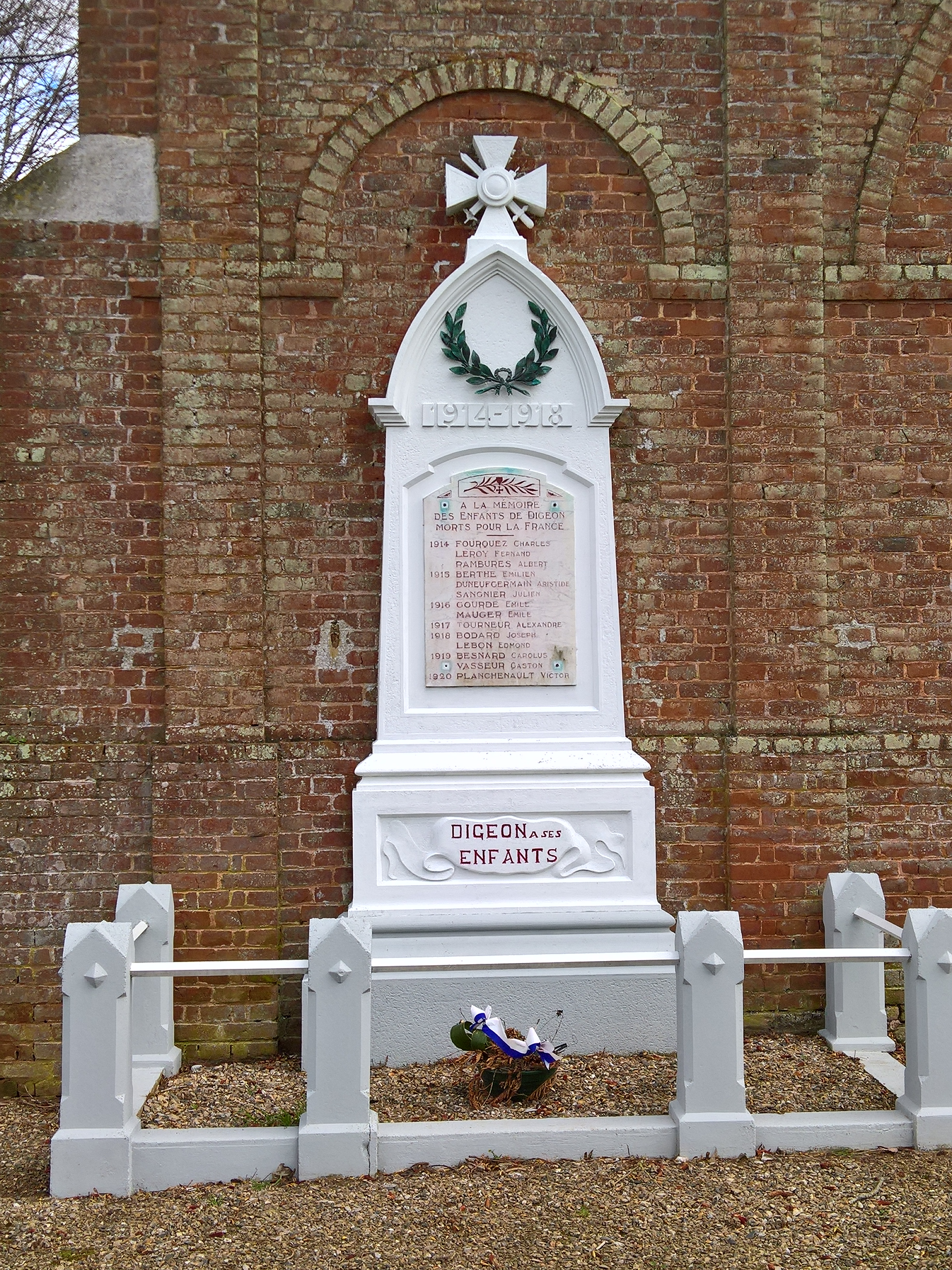
Le monument aux morts de Digeon, édifié en façade de la chapelle Notre-Dame-du-Bon-Pasteur.

### Lieux et monuments
Patrimoine religieux
- Église Saint-Saturnin.

Édifice de brique du XVIe siècle, situé dans le cimetière de Morvillers.
- Chapelle Notre-Dame, à Étotonne (hameau du village), datant initialement du XIIIe siècle, en briques[45],[20].

- Oratoire dédié à Notre-Dame de Lourdes, vers Lignières-Châtelain, établi vers 1880[20].
- Chapelle Notre-Dame-du-Bon-Pasteur à Digeon, construite en briques en 1844.

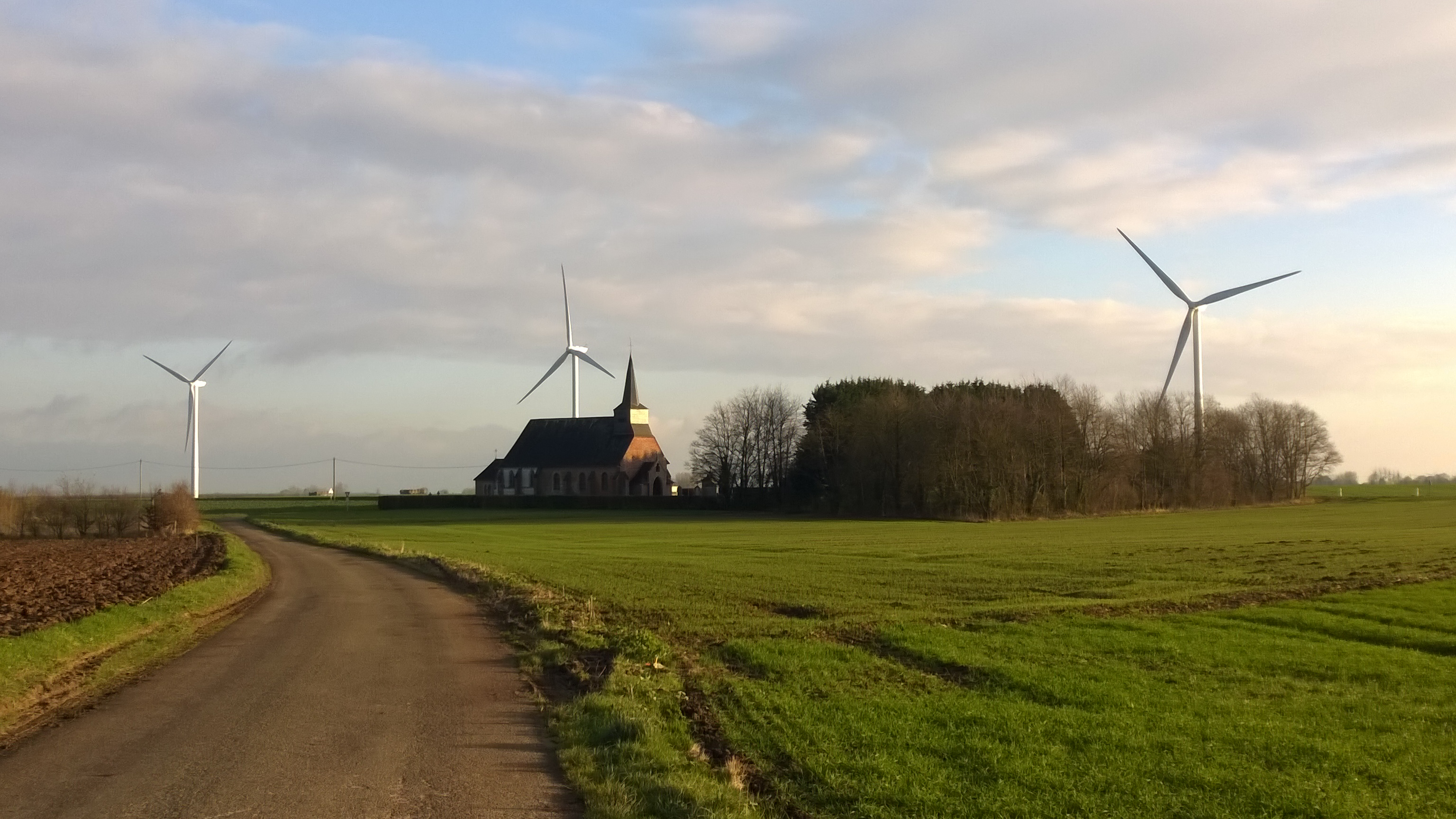
L'église Saint-Saturnin dans le lointain.
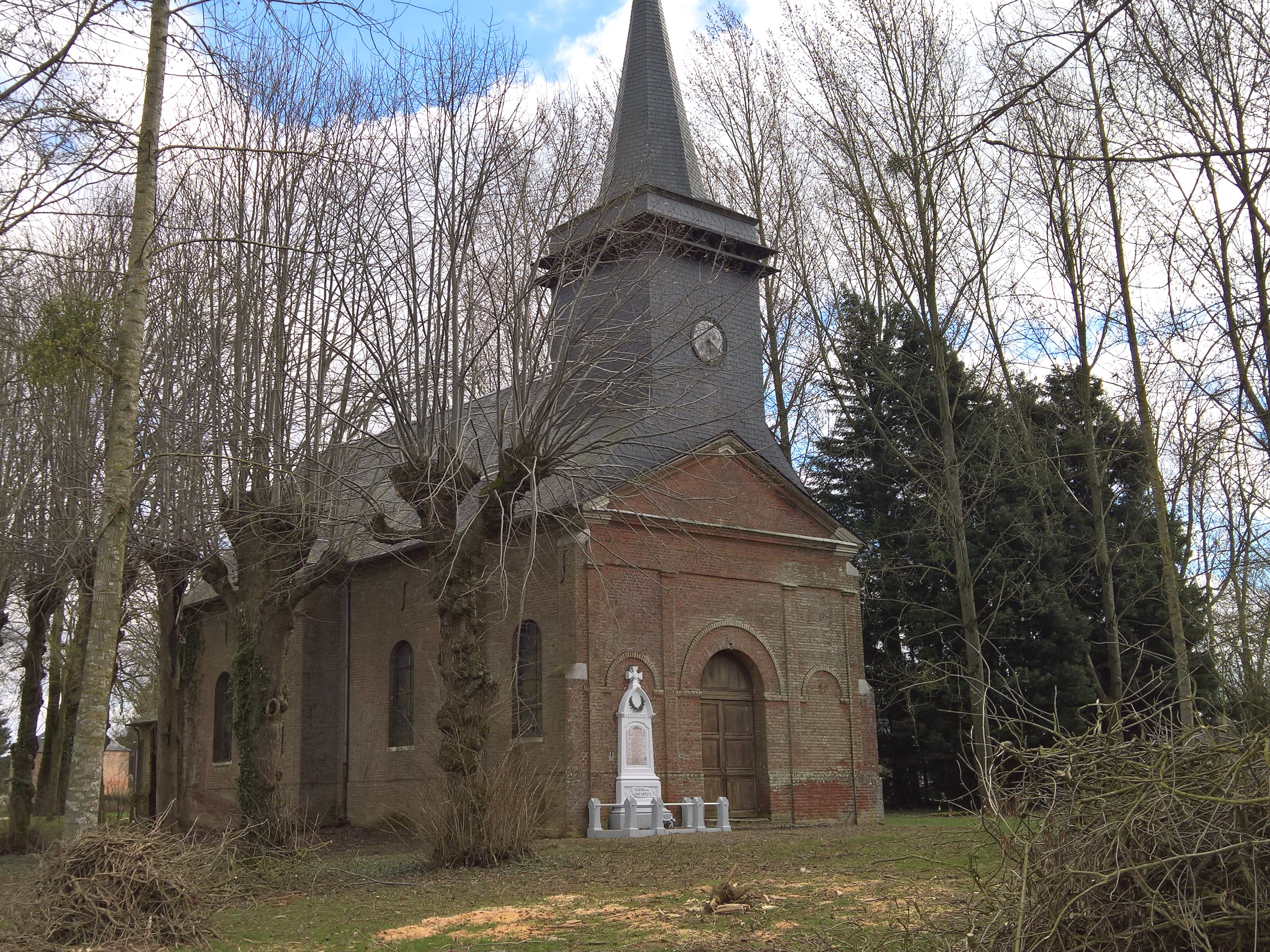
Chapelle Notre-Dame-du-Bon-Pasteur de Digeon.

Patrimoine civil
- Château de Digeon, de 1860[46].

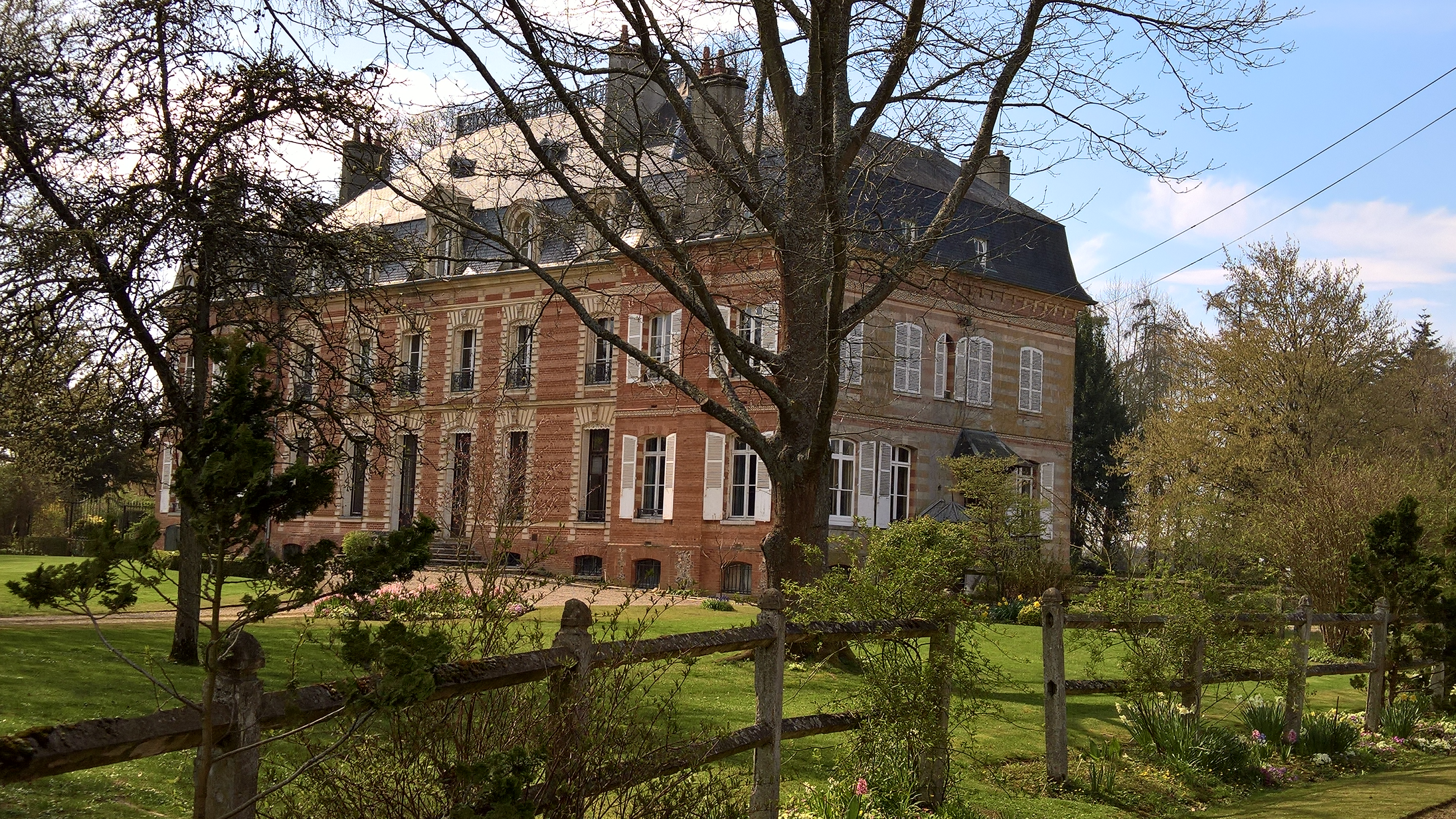
Le château de Digeon

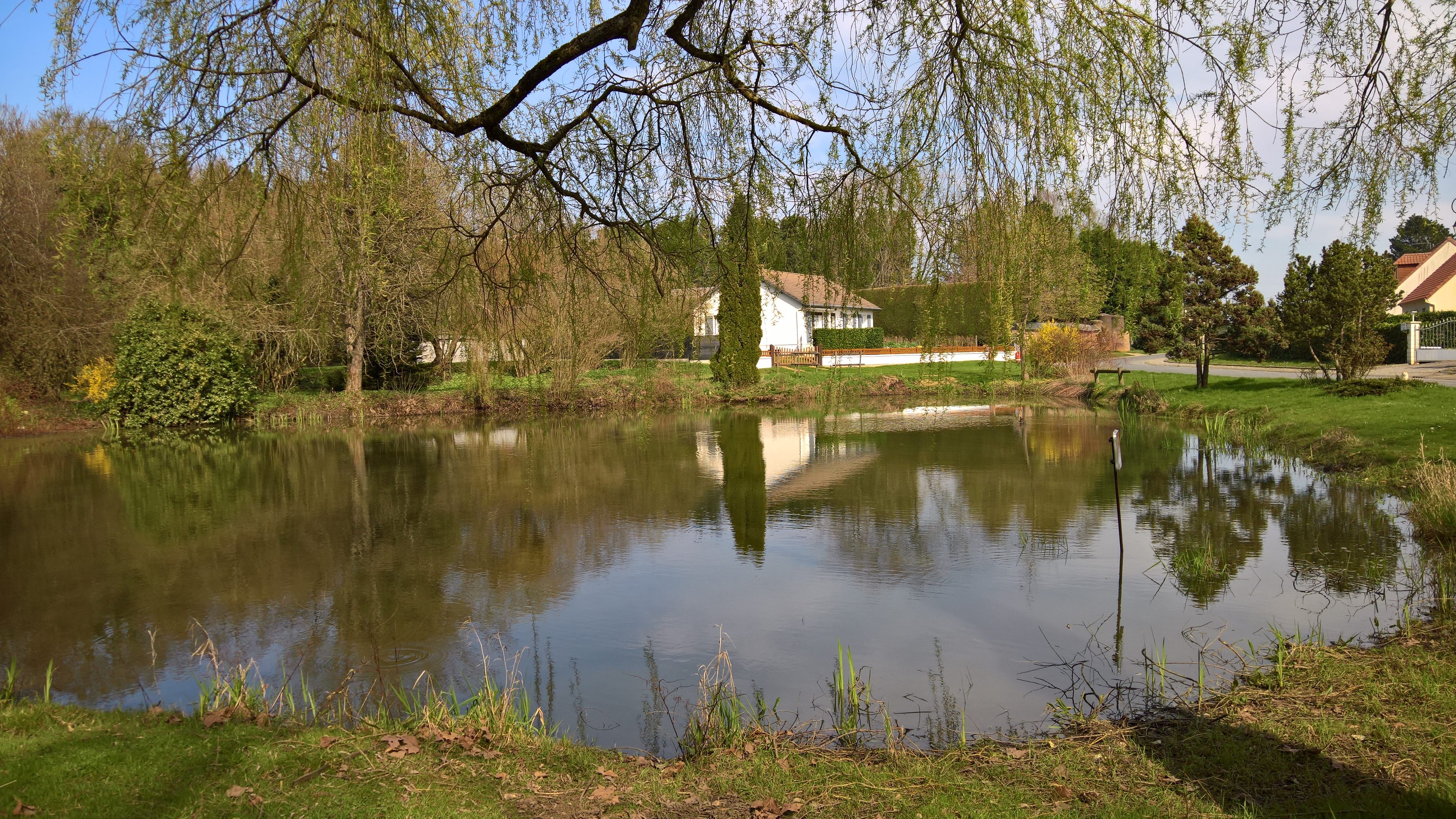
Mare, à côté du château de Digeon

- Jardin floral du château de Digeon[47].

.

### Personnalités liées à la commune
- Jean-Baptiste Martin-Saint-Prix (1734-1803), homme politique de la Révolution française, né à Morvillers-Saint-Saturnin, député de la Somme.
- Marcel Audemard d'Alançon, lieutenant et pilote français dont l'avion, abattu en combat aérien lors de la protection d'une mission de reconnaissance effectuée par un Potez 63.11, s'est écrasé sur le territoire de la commune le 6 juin 1940 pendant la bataille de France.

### Héraldique
|  | Les armes de la commune se blasonnent ainsi : d'argent aux deux fasces de gueules. |

## Pour approfondir